# Gnomidolon pilosum
Gnomidolon pilosum es una especie de escarabajo longicornio del género Gnomidolon, categorizada en la tribu Hexoplonini, de la subfamilia Cerambycinae. Fue descrita por Martins en 1962.

## Descripción
Mide 12,5-13 mm de longitud.

## Distribución
Se distribuye por Argentina.